# Tanjung Tambak Baru
Tanjung Tambak Baru is een bestuurslaag in het regentschap Ogan Ilir van de provincie Zuid-Sumatra, Indonesië. Tanjung Tambak Baru telt 993 inwoners (volkstelling 2010).